# Elecciones generales de Trinidad y Tobago de 2025
Las elecciones generales de Trinidad y Tobago de 2025 se llevaron a cabo el lunes 28 de abril de 2025 donde se elegierón a 41 miembros del Parlamento de Trinidad y Tobago.
La presidenta Christine Kangaloo, con el asesoramiento del primer ministro Stuart Young, disolvió el Parlamento y emitió la orden de elección para el 18 de marzo de 2025.
Serán las primeras elecciones después de que la Comisión Electoral y de Límites (EBC) redefiniera los límites de 16 distritos electorales y cambiara el nombre de 5.

## Sistema electoral
Los 41 miembros de la Cámara de Representantes son elegidos por mayoría simple en circunscripciones uninominales. Los votantes registrados deben ser mayores de 18 años, residir en un distrito/circunscripción electoral durante al menos dos meses antes de la fecha de elegibilidad y ser ciudadanos de Trinidad y Tobago o ciudadanos de la Commonwealth con residencia legal en Trinidad y Tobago durante al menos un año.
Si un partido obtiene la mayoría de escaños, tiene derecho a formar Gobierno, siendo su líder el Primer Ministro. Si en las elecciones ningún partido obtiene la mayoría, se produce un parlamento sin mayoría absoluta. En este caso, las opciones para formar Gobierno son un gobierno minoritario o un gobierno de coalición.